# Ev Grüger

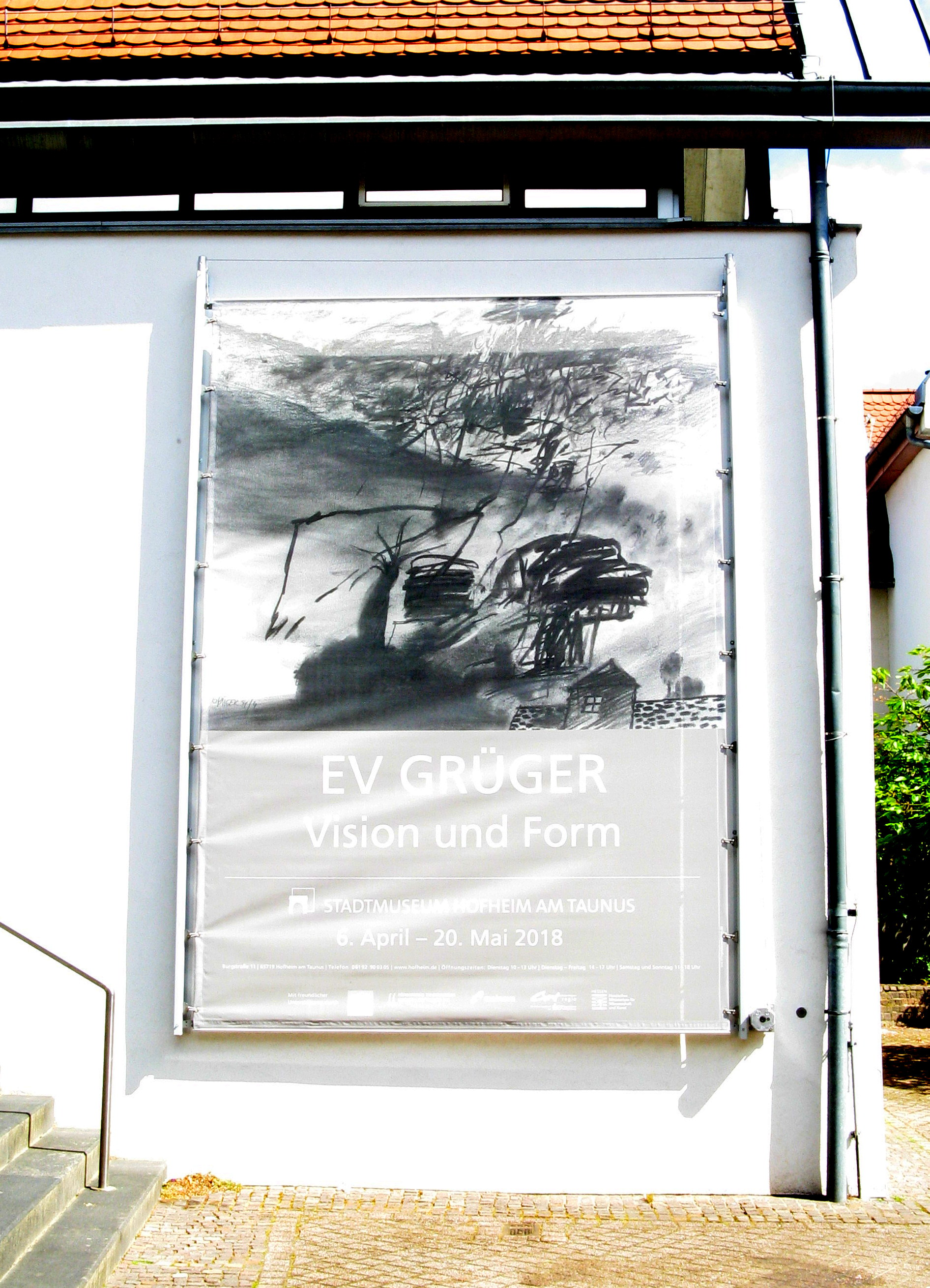
Ausstellungsplakat am Stadtmuseum in Hofheim am Taunus 2018

 Ev Grüger (* 10. April 1928 in Altenburg, Thüringen; † 9. November 2017) war eine deutsche Künstlerin, die seit dem Jahr 1958 freischaffend in Hofheim am Taunus lebte und die sich zeit ihres Lebens „keinen Deut um Moden oder aktuelle Kunstströmungen geschert“ hat.

## Leben

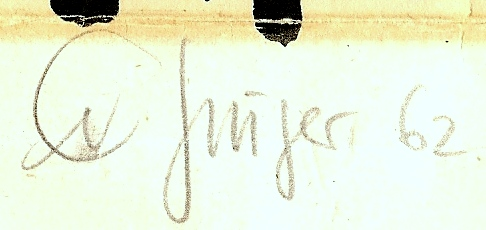
Signatur Ev Grügers, 1962

Grüger besuchte von 1942 bis 1944 die Meisterschule für Textilindustrie in Plauen im Vogtland, die 1944, wie alle Kunstschulen, geschlossen wurde. Ev Grüger musste dann bis zum Kriegsende in einem Rüstungsbetrieb arbeiten. Anschließend studierte sie bis 1949 an der Hochschule für Bildende Künste in Weimar. Sie besuchte dort die Kurse bei Otto Herbig für Malerei und Hans van Breek für Bildhauerei. Im Jahr 1951 entschloss sich Grüger, die DDR zu verlassen und nach Berlin zu gehen, um von 1951 bis 1957 ein Studium an der Hochschule für Bildende Künste in Berlin zu absolvieren, wobei sie u. a. die Kurse bei Hans Uhlmann (Drahtplastik) und bei Kurt-Hermann Kühn (Wandmalerei) belegte.
Schließlich studierte sie noch neun Semester bei Karl Schmidt-Rottluff, dessen Meisterschülerin sie wurde. Bei einem ihrer Besuche in Berlin entdeckte Hanna Bekker vom Rath Textilarbeiten von Ev Grüger und „lockte“ die Künstlerin nach Hofheim, wo diese sich ab 1958 als freischaffende Künstlerin niederließ.

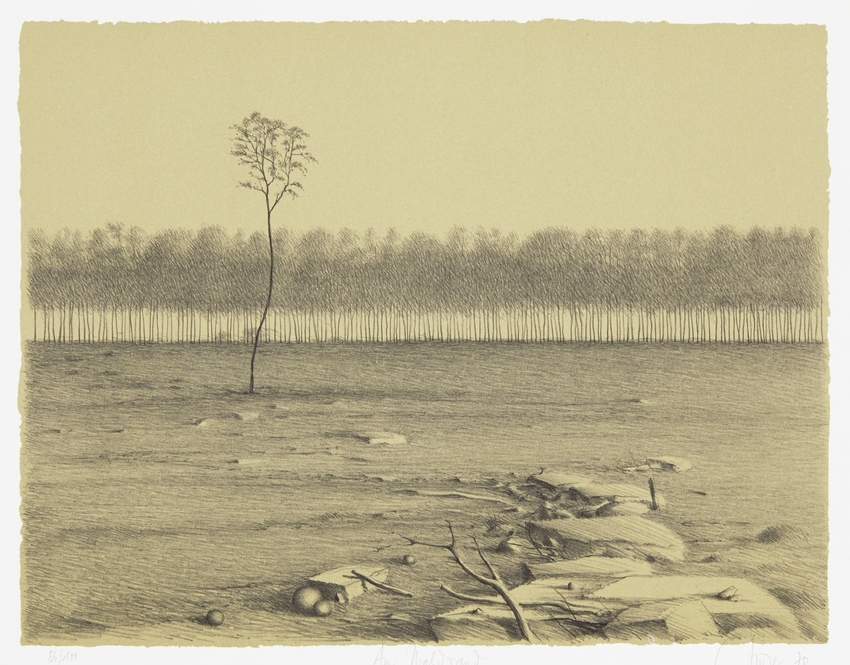
Am Waldrand, 1978, Offsetlithografie

### Mitgliedschaften
Grüger war seit 1974 Mitglied der Darmstädter Sezession und nahm an vielen Jahresausstellungen der Künstlergruppe teil. Im hohen Alter von über 80 Jahren schloss sich Grüger der Malergruppe Nonagon an.

## Werk
Grüger hat ein umfangreiches Werk hinterlassen, das durch „formale Strenge“ und „akribische Malweise“ geprägt ist, die das Einzelwerk auch durch „eine ganz eigenwillige Art und Auffassung“ unverwechselbar macht.
Obwohl Aktzeichnung und Porträtkunst Bestandteil ihrer künstlerischen Ausbildung war, verzichtete Grüger in ihren Werken größtenteils auf die Darstellung des Menschen, wodurch die Szenerie in ihren Werken zugleich eine objektive Gültigkeit wie eine apokalyptische Perspektive erhält. Auf diese Weise eroberten „Trauer und Einsamkeit“ das Bildgeschehen, dem „Freude“ eher selten gegenübergestellt wurden.
„Bedrohlich wirkende oder bedrohte, menschenleere Landschaften“ wurden zu Grügers „Markenzeichen“.

### Themen / Sujets
In ihren frühen Bildern setzte sich die Künstlerin „mit abstrakten Formen auseinander, die an technische Apparate erinnern“. In dieser Zeit entstanden auch „Zeichnungen, die Stillleben und Landschaften thematisieren“, diese „zeigen das detailliert komponierte Sujet losgelöst von seiner Umgebung.“
Natur, wie etwa Bäume, treten in den Bildern Grügers oft winterlich kahl, verbrannt oder in streng umhegten Schutzräumen auf. Mit Bildtitel ging Grüger sehr sparsam um, wenn solche aber Verwendung fanden, wurden sie oft zur Kritik am Raubbau der Natur genutzt: 'Müllhalde, 'Kahlschlag', 'Randzone' oder 'Naturschutz' heißen einige Bilder, die das Thema der Naturzerstörung thematisieren. Grüger besaß eine ausgeprägte Fähigkeit des räumlichen Sehens; ihr Interesse an Architektur ließ sie kunstvoll in ihre Kompositionen einfließen. Diese Fähigkeiten ließen sowohl gegenständliche als auch „abstrahierte, aber nicht abstrakte“ Kompositionen von hoher Qualität entstehen.

### Techniken
Grüger arbeitete mit verschiedenen Techniken: Sie beherrschte die Bleistift-, Farbstift-, Kohle-, Tusche- und Graphitzeichnung, arbeitete in Aquarell und Öl und nutzte die Holzschnittkunst, den Siebdruck und die Offsetlithographie. Es sind auch Textilarbeiten und Collagen von ihr erhalten, im Alter wendete sich Grüger auch der Karikatur zu. Der Öffentlichkeit so gut wie unbekannt ist Grügers fotografisches Werk, das derzeit erschlossen wird.

### Bewertung des Werks
Gründe für das Stadtmuseum Hofheim am Taunus, den Nachlass Grügers – ungeachtet der beschränkten räumlichen Kapazitäten – zu übernehmen sind „Qualität und Originalität des Werkes“ und die „Preiswürdigkeit und innovative Kraft“ der Künstlerin.

### Ehrungen
- 1956: Preis des Freundeskreises der Universität der Künste Berlin (Karl-Hofer-Gesellschaft)
- 1957–1958: Paris-Stipendium des Deutschen Akademischen Austauschdienstes
- 1974: Studienpreis der Heussenstamm-Stiftung, Frankfurt/Main
- 1974: Preis der Marlies-Hesse-Stiftung
- 1977: Erster Preis der Internationalen Senefelder-Stiftung, Offenbach/Main
- 1987: Kultur- und Förderpreis des Landes Hessen
- 2008: Ehrenring in Gold der Stadt Hofheim am Taunus[4]

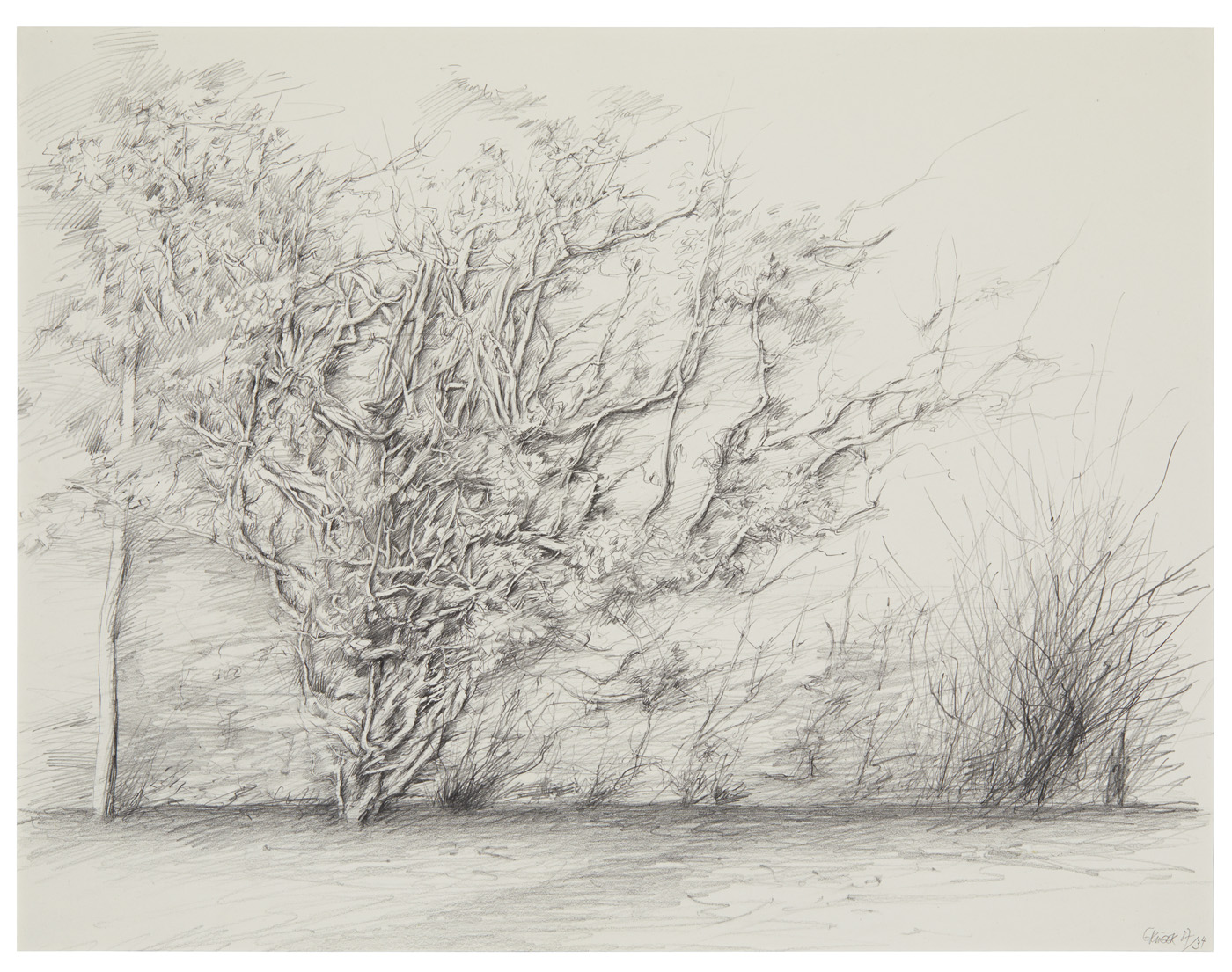
Efeumauer, 1987, Zeichnung, Tuschestift

## Ausstellungen, Sammlungen, Kunst im öffentlichen Raum
Die Werke von Ev Grüger befinden sich in öffentlichem Besitz und Privatsammlungen. Das vielfältige Werk Grügers wurde durch zahlreiche Ausstellungen und öffentliche Aufträge geehrt. Die folgende Aufstellung ist möglicherweise nicht vollständig.

### Kunst im öffentlichen Raum
- Glasfenster der Kapelle des St. Marienkrankenhauses in Hofheim am Taunus
- Glasfenster der Trauerhallen Bad Schwalbach und Flörsheim[4]

### Kunst in Kirchen
- Glasfenster der Kapelle in Geislingen/Steige[4]

### Einzelausstellungen
- 1959: Ev Grüger – Batik und Grafik, Ausstellung beim Deutschen Bücherbund in Frankfurt, im Kunstkeller Wiesbaden und im Frankfurter Kunstkabinett.
- 1960: Ev Grüger – Werkausstellung, Frankfurter Kunstkabinett Hanna Bekker vom Rath, Frankfurt/Main
- 1975: Ev Grüger – Oelbilder, Zeichnungen, Serigrafien, Collagen, galerie k, Darmstadt
- 1976: Ev Grüger – Werkausstellung, Frankfurter Kunstkabinett Hanna Bekker vom Rath, Frankfurt/Main
- 1979: Ev Grüger – Zeichnungen und Guachen, Frankfurter Kunstkabinett Hanna Bekker vom Rath, Frankfurt/Main
- 1982: Ev Grüger – Zeichnungen, Gouachen, Druckgrafik, Frankfurter Kunstkabinett Hanna Bekker vom Rath, Frankfurt/Main
- 1983: Ev Grüger – Werkausstellung, Frankfurter Kunstkabinett Hanna Bekker vom Rath, Frankfurt/Main
- 1988: Ev Grüger – Zeichnungen und Gouachen, Stadtmuseum Hofheim am Taunus
- 2000: Ev Grüger – Werkschau Collagen der 1990er Jahre, Stadtmuseum Hofheim am Taunus
- 2008: Ausstellung anlässlich des 80. Geburtstages, Stadtmuseum Hofheim am Taunus[3]
- 2018: Ev Grüger – Vision und Form, Stadtmuseum Hofheim am Taunus

### Ausstellungs-Beteiligungen
- diverse Beteiligungen an internationalen Biennalen in Ljubljana, Krakau, Barcelona, Rijeka und Tokio.[4]

### Veröffentlichungen
- Ev Grüger – Oelbilder, Zeichnungen, Serigrafien, Collagen, 1975, Darmstadt
- Ev Grüger – Zeichnungen und Guachen, 1979, Frankfurt/Main
- Ev Grüger – Zeichnungen, Gouachen, Druckgrafik, 1982, Frankfurt/Main
- Ev Grüger – Zeichnungen und Gouachen, 1988, Hofheim am Taunus,
- Ev Grüger – Werkschau Collagen der 1990er Jahre, 2000, Hofheim am Taunus, ISBN 3-933735-18-1
- Ev Grüger – Vision und Form, 2008, Hofheim am Taunus, ISBN 978-3-933735-53-9

### Nachlass
Der Nachlass von ca. 1000 Exponaten wird vom Stadtmuseum Hofheim am Taunus unter der Leitung von Eva Scheid inventarisiert und dokumentiert.